# Wagner, South Dakota
Wagner är en ort i Charles Mix County i delstaten South Dakota, USA.